# Angivaren (1947)
Angivaren är en amerikansk film från 1947 i regi av Henry Hathaway med Victor Mature och Richard Widmark. För sin roll som fnissande psykopaten Tommy Udo fick Widmark en Oscarsnominering för bästa manliga biroll.

## Handling
Nick Bianco deltar i en juvelkupp och åker fast. Till en början vägrar han att tjalla på sina medbrottslingar. Han blir dömd till fängelse och litar på att de andra tar hand om hans hustru och barn. Men när han får veta att hans fru begått självmord ändrar han sig. Han anger sina medbrottslingar och blir själv benådad. Nick börjar ett nytt liv, får ett arbete och gifte om sig. Så får han veta att Tommy Udo är frigiven och ute efter hämnd.

## Om filmen
Filmen fick två stycken Oscarsnomineringar, bästa biroll för Richard Widmarks insats och bästa originalhistoria av Eleazar Lipsky.

## Rollista (i urval)
- Victor Mature - Nick Bianco
- Richard Widmark - Tommy Udo
- Brian Donlevy - Asst. Dist. Atty. Louie DeAngelo
- Coleen Gray - Nettie
- Taylor Holmes - Earl Howser
- Howard Smith - Warden
- Karl Malden - Sgt. William Cullen
- Anthony Ross - Eddie Williams